# Trockenhänge südöstlich Lommatzsch
Trockenhänge südöstlich Lommatzsch ist ein Naturschutzgebiet (NSG) im Landkreis Meißen in Sachsen. Das etwa 140 ha große Schutzgebiet mit der Nummer D 108 liegt im Naturraum Mittelsächsisches Lösshügelland südöstlich von Lommatzsch in der sogenannten Lommatzscher Pflege. Die 16 nicht zusammenhängenden Teilflächen befinden sich alle im Tal des Ketzerbaches und des bei Zöthain einmündenden Käbschützer Baches.

## Geschichte
Erste Anregungen zum Schutz der Halbtrocken- und Trockenrasen mit ihrer einzigartigen Naturausstattung im Ketzerbachtal gingen Ende des 19. Jahrhunderts vom Dresdner Botaniker Oscar Drude aus. Im Jahr 1911 reichte ein Assistent Drudes im Namen des Landesvereins Sächsischer Heimatschutz eine Eingabe zur Einrichtung von „Naturschutzbezirken“ beim Königlich Sächsischen Innenministerium ein, der auch die „Hügelflora bei Meißen, z. B. zwischen Schieritz und Prositz“ enthielt. Angesichts der Untätigkeit des Staates erwarb der Landesverein Sächsischer Heimatschutz später selbst einige der vorgeschlagenen Flächen und pflegte sie als Naturschutzgebiet. Der Gutsbesitzer Hensel kaufte 1920 einen Hang bei Piskowitz und wenig später den Mühlhügel bei Prositz.
Nach der Enteignung des Landesvereins Sächsischer Heimatschutz im Jahr 1946 gelang es zumindest, zwei kleine Teilflächen als Naturdenkmal auszuweisen. Seit 1948 waren sie Flächennaturdenkmale (FND). Die Flächen wurden ehrenamtlich durch fachlich Interessierte gepflegt.
Nach der politischen Wende im Osten Deutschlands wurden die Halbtrockenrasen im Ketzerbachtal durch das Staatliche Umweltfachamt Radebeul umfassend neu bewertet. Der 1990 wiederbegründete Landesverein Sächsischer Heimatschutz konnte in den Jahren 2014 und 2017 die bereits früher im Eigentum befindlichen Flächen zurückkaufen.
Am 19. Dezember 2011 setzte der Landkreis Meißen das neue Naturschutzgebiet Trockenhänge südöstlich Lommatzsch – und damit genau einhundert Jahre nach dem ersten Antrag – per Verordnung fest. Es umfasst neben den bereits früher unter Schutz stehenden Trocken- und Halbtrockenrasen des Ketzerbachtales auch einige Eichenwälder trockenwarmer Standorte und die Bachaue im Käbschützgrund. Dort befindet sich mit 65,7 Hektar auch die größte zusammenhängende Fläche des Schutzgebietes.

## Geologie
Die Flächen des Naturschutzgebietes liegen fast ausschließlich auf Meißner Monzonit, einem silikatischen Tiefengestein. Zu einem geringeren Teil wird der Untergrund auch von oberkarbonischen Vulkaniten gebildet. Als Verwitterungsdecke entsteht dort Braunerde. Auf den Hochflächen ist eiszeitlicher Löß aufgelagert.

## Flora und Fauna

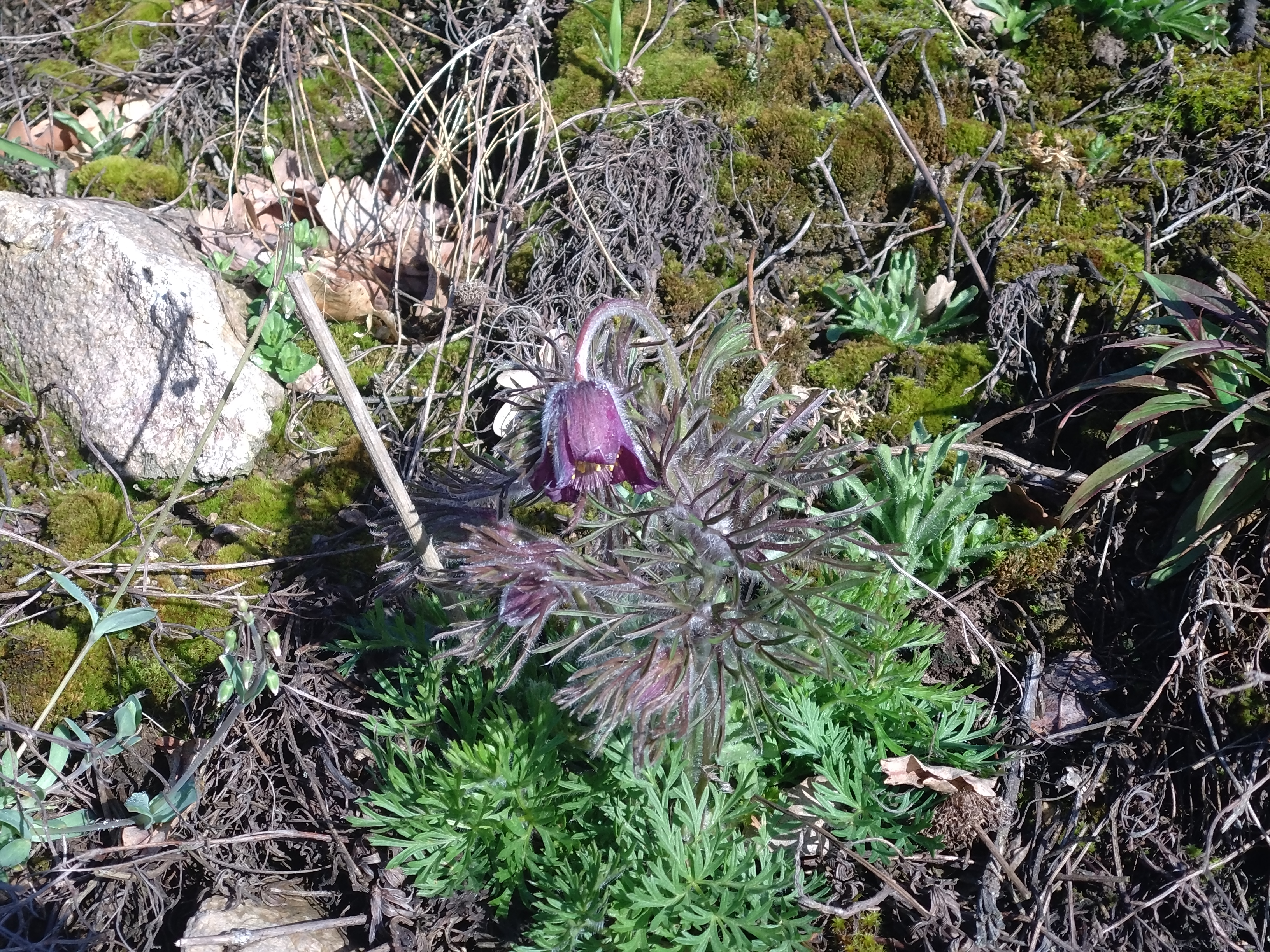
Wiesen-Kuhschelle

Der ursprüngliche Beweggrund zur Unterschutzstellung des Gebietes waren die schon um 1900 für Sachsen bedeutsamen Vorkommen von Schwarzkümmel, Wiesen-Kuhschelle, Violette Königskerze, Mittleres Vermeinkraut, Dreizähniges Knabenkraut und Geflecktes Ferkelkraut.
Nach dem Aussterben einiger Arten werden heute insbesondere Erd-Segge, Wiesen-Kuhschelle, Großer Ehrenpreis, Violette Königskerze, Bologneser Glockenblume und Ästige Graslilie als bedeutsam erwähnt. Am Steinbruch Piskowitz hat die Graue Skabiose ihren einzigen nachgewiesenen Standort in Sachsen. Insgesamt konnten 570 Arten von Gefäßpflanzen nachgewiesen werden, von denen 23 Arten vom Aussterben bedroht sind.
Im heutigen Schutzgebiet konnten um 2000 insgesamt 185 Käferarten und 36 Tagfalterarten nachgewiesen werden. Überregional bedeutsam sind die Vorkommen des Schmetterlings Spanische Flagge. Als „hervorragend“ wird die wirbellose Tierwelt beschrieben.